# Damien Pasini
Damien Pasini (ur. 22 lipca 1984 w Miramas) – francuski kierowca wyścigowy.

## Kariera
Pasini rozpoczął karierę w wyścigach samochodowych w 2002 roku, od startów w Europejskim Pucharze Formuły Renault 2.0, w której z dorobkiem sześciu punktów był sklasyfikowany na 23 pozycji w klasyfikacji generalnej. W późniejszych latach startował we  Włoskiej Formule Renault, Europejskim Pucharze Formuły Renault V6, Formule Renault 3.5, Ittalian GT Championship, International GT Open, FIA GT Championship oraz w Speedcar Series. W 2005 roku Francuz wystartował w sezonie Formuły Renault 3.5 z włoską ekipą Cram Competition. W ciągu siedemnastu wyścigów uzbierał łącznie 33 punkty, co go uplasowało na 14. miejscu w klasyfikacji kierowców.

## Statystyki
| Sezon | Seria                                 | Zespół                | Wyścigi | Zwycięstwa | PP | NO | Podium | Punkty | Pozycja |
| ----- | ------------------------------------- | --------------------- | ------- | ---------- | -- | -- | ------ | ------ | ------- |
| 2002  | Europejski Puchar Formuły Renault 2.0 | Cram Competition      | 9       | 0          | 0  | 0  | 0      | 6      | 23      |
| 2002  | Włoska Formuła Renault                | Cram Competition      | 2       | 0          | 0  | 0  | 0      | 0      | NS      |
| 2003  | Europejski Puchar Formuły Renault V6  | Victory / Cram        | 15      | 0          | 0  | 0  | 0      | 59     | 13      |
| 2003  | Włoska Formuła Renault                | Cram Competition      | 2       | 0          | 0  | 0  | 0      | 0      | NS      |
| 2004  | Europejski Puchar Formuły Renault V6  | Victory Engineering   | 13      | 1          | 0  | 0  | 1      | 128    | 9       |
| 2005  | Formuła Renault 3.5                   | Cram Competition      | 17      | 0          | 0  | 0  | 1      | 33     | 14      |
| 2006  | International GT Open GTA             |                       |         |            |    |    |        | 32     | 9       |
| 2006  | Italian GT Championship - GT2         | Victory Engineering   |         |            |    |    |        | 212    | 5       |
| 2007  | International GT Open GTA             | Advance Engineering   | 13      | 0          | 0  |    | 5      | 47     | 5       |
| 2007  | FIA GT - GT2                          | Racing Team Edil Cris | 5       | 0          | 0  |    | 2      | 29,5   | 7       |
| 2007  | Italian GT Championship - GT2         | Advanced Engineering  | 2       | 0          |    |    | 1      | 16     | 25      |
| 2008  | International GT Open GTA             | Advanced Engineering  | 16      | 1          | 1  | 0  | 4      | 40     | 7       |
| 2008  | International GT Open                 | Advanced Engineering  |         |            |    |    |        | 100    | 6       |
| 2009  | Speedcar Series                       | JMB Racing            | 9       | 0          | 0  | 0  | 0      | 11     | 9       |

## Wyniki w Formule Renault 3.5
| Legenda oznaczeń w tabelach wyników Wyświetl szablon na nowej stronie | Legenda oznaczeń w tabelach wyników Wyświetl szablon na nowej stronie                                                                     |
| Oznaczenie                                                            | Wyjaśnienie |
| --------------------------------------------------------------------- | --- |
| Złoty                                                                 | Zwycięzca lub mistrzostwo |
| Srebrny                                                               | 2. miejsce lub wicemistrzostwo |
| Brązowy                                                               | 3. miejsce lub II wicemistrzostwo |
| Zielony                                                               | Ukończył, punktował (w klasyfikacji generalnej, gdy zdobył co najmniej jeden punkt na przestrzeni sezonu, poza trzema powyższymi opcjami) |
| Niebieski                                                             | Ukończył, nie punktował (w klasyfikacji generalnej, gdy nie zdobył co najmniej jednego punktu na przestrzeni sezonu)                      |
| Czerwony                                                              | Nie zakwalifikował się (NZ) |
| Czerwony                                                              | Nie prekwalifikował się (NPK) |
| Różowy                                                                | Nie ukończył (NU) |
| Różowy                                                                | Niesklasyfikowany (NS) (w klasyfikacji generalnej, gdy nie został sklasyfikowany w żadnym wyścigu sezonu)                                 |
| Czarny                                                                | Zdyskwalifikowany (DK) |
| Czarny                                                                | Wykluczony (WYK/EX) |
| Biały                                                                 | Nie wystartował (NW) |
| Biały                                                                 | Kontuzjowany (K/INJ) |
| Biały                                                                 | Wyścig odwołany (OD/C) |
| Bez koloru                                                            | Został wycofany (WYC/WD) |
| Bez koloru                                                            | Nie przybył (NP/DNA) |
| Bez koloru                                                            | Nie brał udziału w treningach (NT/DNP) |
| Bez koloru                                                            | Nie został zgłoszony (–) |
| Pogrubienie                                                           | Start z pole position |
| Kursywa                                                               | Najszybsze okrążenie wyścigu |
| †                                                                     | Nie ukończył, ale jego rezultat został zaliczony ze względu na przejechanie więcej niż 90% dystansu wyścigu.                              |
| *                                                                     | Sezon w trakcie |
| 1/2/3                                                                 | Punktowana pozycja w sprincie kwalifikacyjnym                                                                                             |
| Lista systemów punktacji Formuły 1                                    | |

| Rok  | Zespół           | Wyniki w poszczególnych eliminacjach | Wyniki w poszczególnych eliminacjach | Wyniki w poszczególnych eliminacjach | Wyniki w poszczególnych eliminacjach | Wyniki w poszczególnych eliminacjach | Wyniki w poszczególnych eliminacjach | Wyniki w poszczególnych eliminacjach | Wyniki w poszczególnych eliminacjach | Wyniki w poszczególnych eliminacjach | Wyniki w poszczególnych eliminacjach | Wyniki w poszczególnych eliminacjach | Wyniki w poszczególnych eliminacjach | Wyniki w poszczególnych eliminacjach | Wyniki w poszczególnych eliminacjach | Wyniki w poszczególnych eliminacjach | Wyniki w poszczególnych eliminacjach | Wyniki w poszczególnych eliminacjach | Punkty | Pozycja |
| ---- | ---------------- | ------------------------------------ | ------------------------------------ | ------------------------------------ | ------------------------------------ | ------------------------------------ | ------------------------------------ | ------------------------------------ | ------------------------------------ | ------------------------------------ | ------------------------------------ | ------------------------------------ | ------------------------------------ | ------------------------------------ | ------------------------------------ | ------------------------------------ | ------------------------------------ | ------------------------------------ | ------ | ------- |
| 2005 | Cram Competition | BEL                                  | BEL                                  | MON                                  | VAL                                  | VAL                                  | FRA                                  | FRA                                  | BIL                                  | BIL                                  | DEU                                  | DEU                                  | GBR                                  | GBR                                  | PRT                                  | PRT                                  | ITA                                  | ITA                                  | 33     | 14      |
| 2005 | Cram Competition | 11                                   | 5                                    | 7                                    | 20                                   | 4                                    | NU                                   | 13                                   | 17                                   | NU                                   | 6                                    | 11                                   | 20                                   | 3                                    | NU                                   | 13                                   | NU                                   | NU                                   | 33     | 14      |